# 林德巴赫河 (哈芬洛爾河支流)
50°4′58.80″N 9°27′33.64″E / 50.0830000°N 9.4593444°E

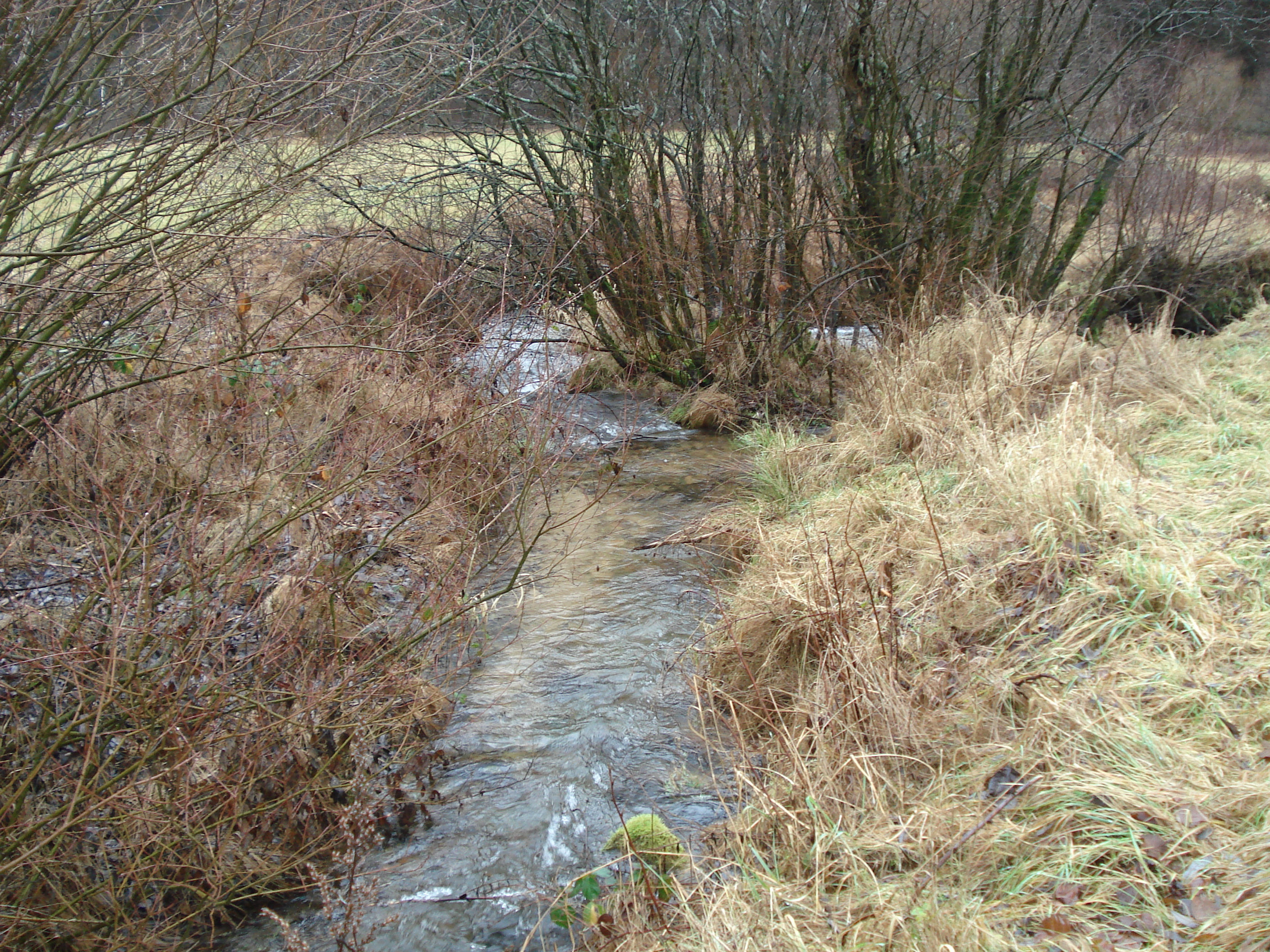

林德巴赫河（德語：Rinderbach），是德國的河流，位於該國東南部，由巴伐利亞負責管轄，屬於哈芬洛爾河的左支流，河道全長1.8公里，流域面積6平方公里。